# William S. Hart
William Surrey Hart (6 de diciembre de 1864 - 23 de junio de 1946) fue un actor, guionista, director y productor cinematográfico estadounidense, cuya actividad se desarrolló en el cine mudo.

## Biografía
Su verdadero nombre era William Surrey Hart, nació en Newburgh, estado de Nueva York. Sus padres eran James Howard Hart (1829-1902), de ascendencia irlandesa, y Katherine Diédricht Hart (1833-1909), de origen alemán. William tenía dos hermanos y cuatro hermanas. Pasados los veinte años, Hart inició su carrera interpretativa en el teatro y no consideró actuar en el cine antes de los 49 años de edad.

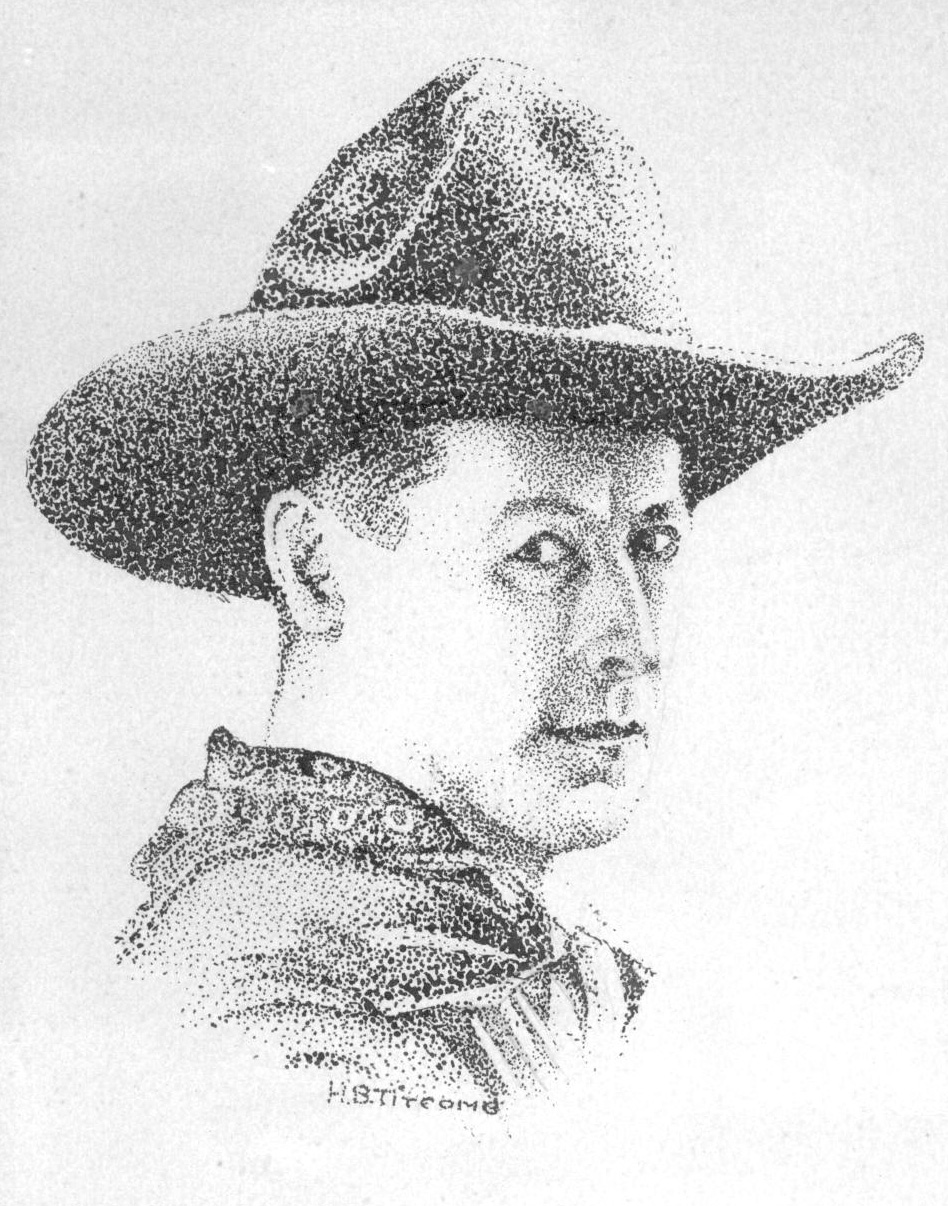
William S. Hart

Intérprete de éxito de las obras de William Shakespeare en Broadway, trabajó junto a Margaret Mather y otras estrellas, y actuó en la representación original en 1899 de la obra Ben-Hur.
Hart fue una de las primeras grandes estrellas del género cinematográfico del western. Fascinado por el Viejo Oeste, adquirió el revólver de Billy the Kid y fue amigo del legendario Wyatt Earp y de Bat Masterson. Debutó en el cine en 1914 y, tras actuar en papeles secundarios en dos cortos, consiguió el estrellato con el primer papel en The Bargain. Hart estaba particularmente interesado en hacer westerns realistas. Sus filmes destacaban por sus atuendos y utilería auténticos, así como por su extraordinaria capacidad interpretativa, entrenada en los escenarios teatrales de los Estados Unidos e Inglaterra. 
A partir de 1915 Hart inició su propia serie de westerns cortos de dos bobinas para el productor Thomas Harper Ince, que llegaron a lograr una gran fama. Muchos de los primeros filmes de Hart siguieron representándose en las salas, con nuevos títulos, durante una década. En 1917 Hart aceptó una lucrativa oferta de Adolph Zukor para formar parte de Famous Players-Lasky, la cual se fusionó con Paramount Pictures. En esa época Hart ya realizaba únicamente largometrajes, y títulos como Square Deal Sanderson y The Toll Gate se hicieron muy populares. 
En los primeros años veinte, sin embargo, el tipo de western que interpretaba Hart empezó gradualmente a quedar pasado de moda. El público estaba atraído por un nuevo tipo de western cuyo mejor ejemplo eran los filmes de Tom Mix, en los que se llevaban unos atuendos más vistosos y la acción era más trepidante. Paramount despidió a Hart, que hizo un último intento para rodar uno de sus western, produciendo con su dinero Tumbleweeds (1925), título distribuido por United Artists. El film funcionó bien en taquilla, con una secuencia épica de colonos a la busca de tierras, pero Hart demandó a United Artists por la mala promoción de la película. Tras varios años, en 1940 se falló a favor de Hart.
Tras Tumbleweeds, Hart se retiró del cine a su rancho “La Loma de los Vientos,” en Newhall, California, que fue diseñado por el arquitecto Arthur R. Kelly. En 1939 Hart intervino en su único título sonoro, un prólogo hablado para un reestreno de Tumbleweeds. Esta intervención supuso su adiós a la gran pantalla.

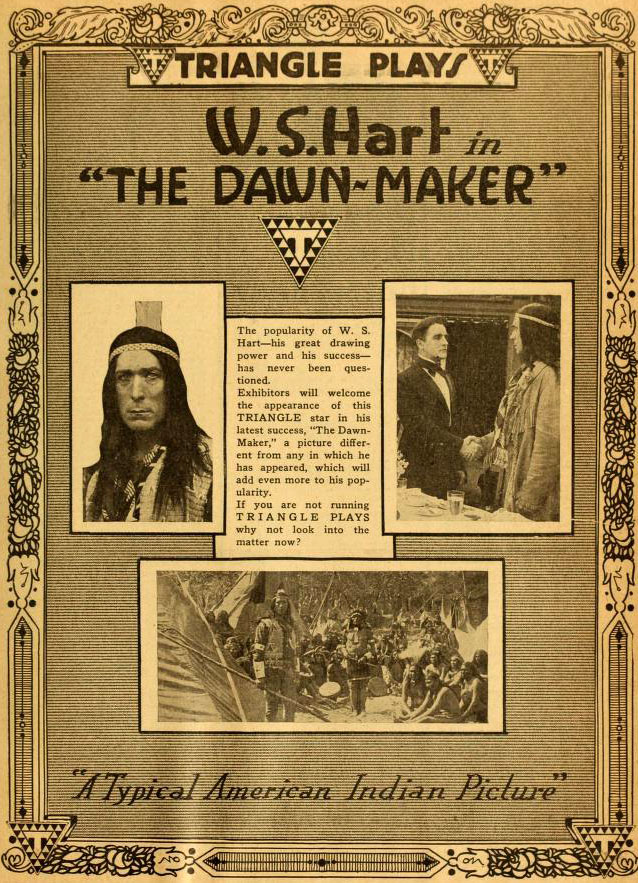
The Dawn-Maker (1916)
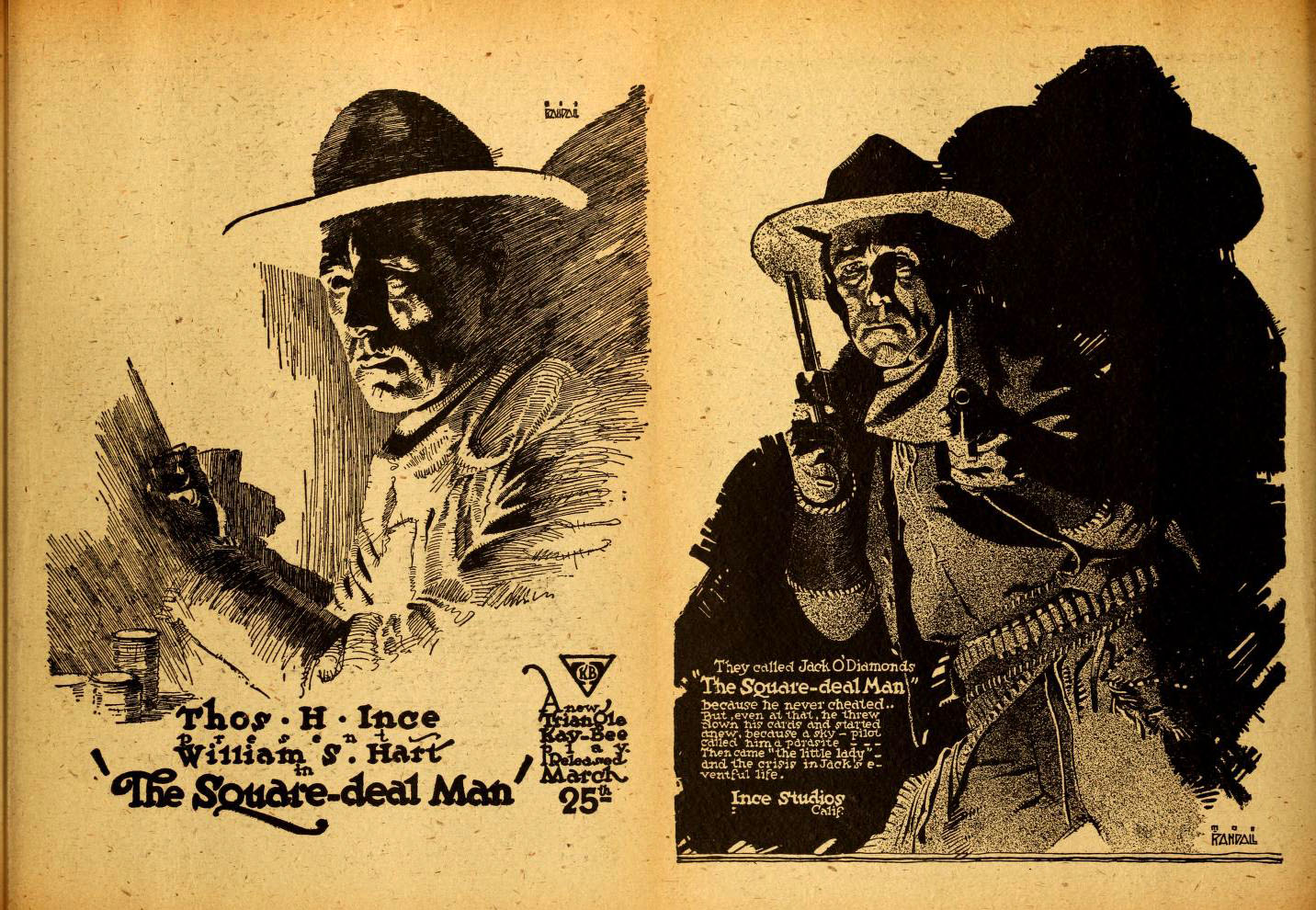
The Square Deal Man (1917)
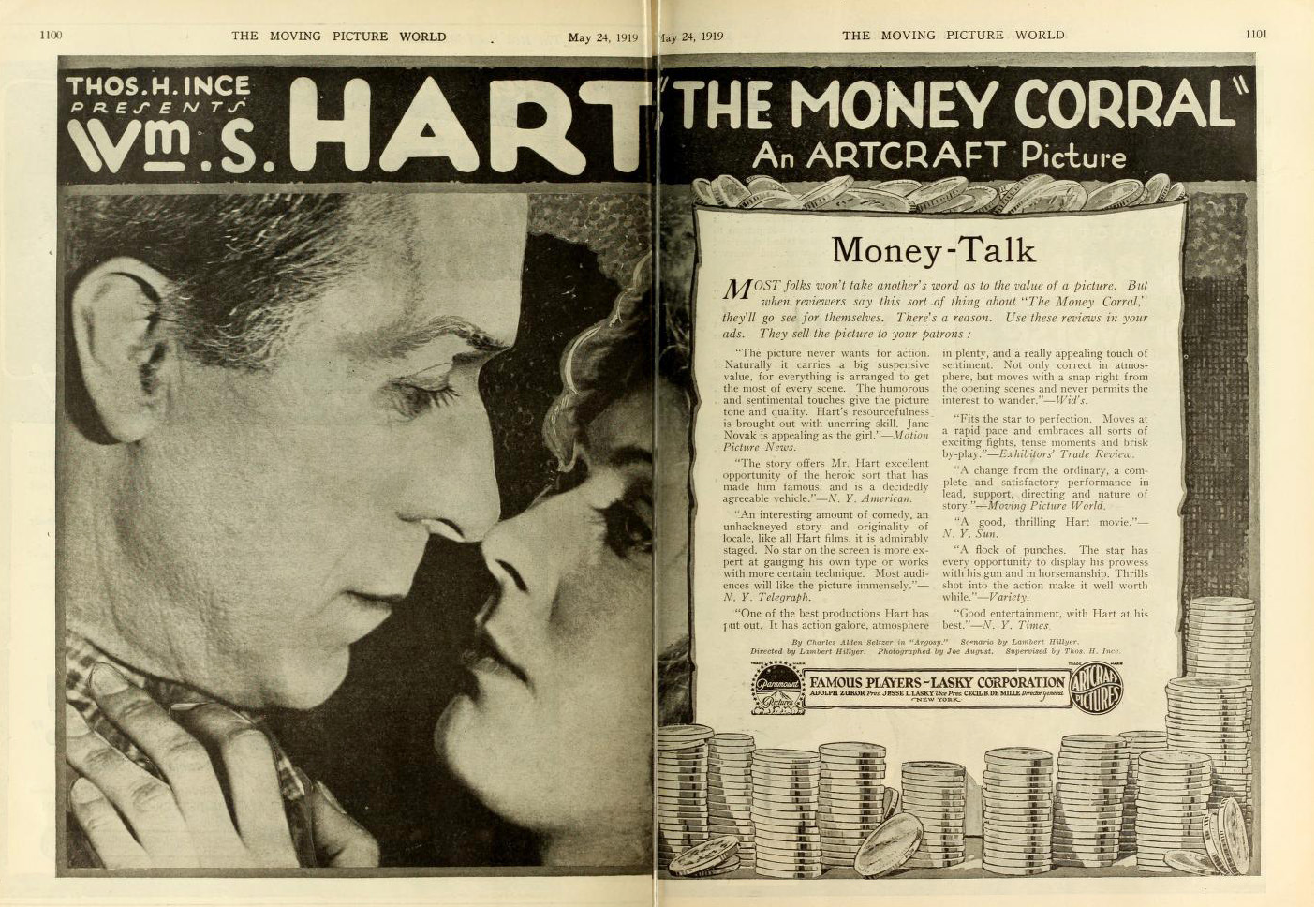
The Money Corral (1919)
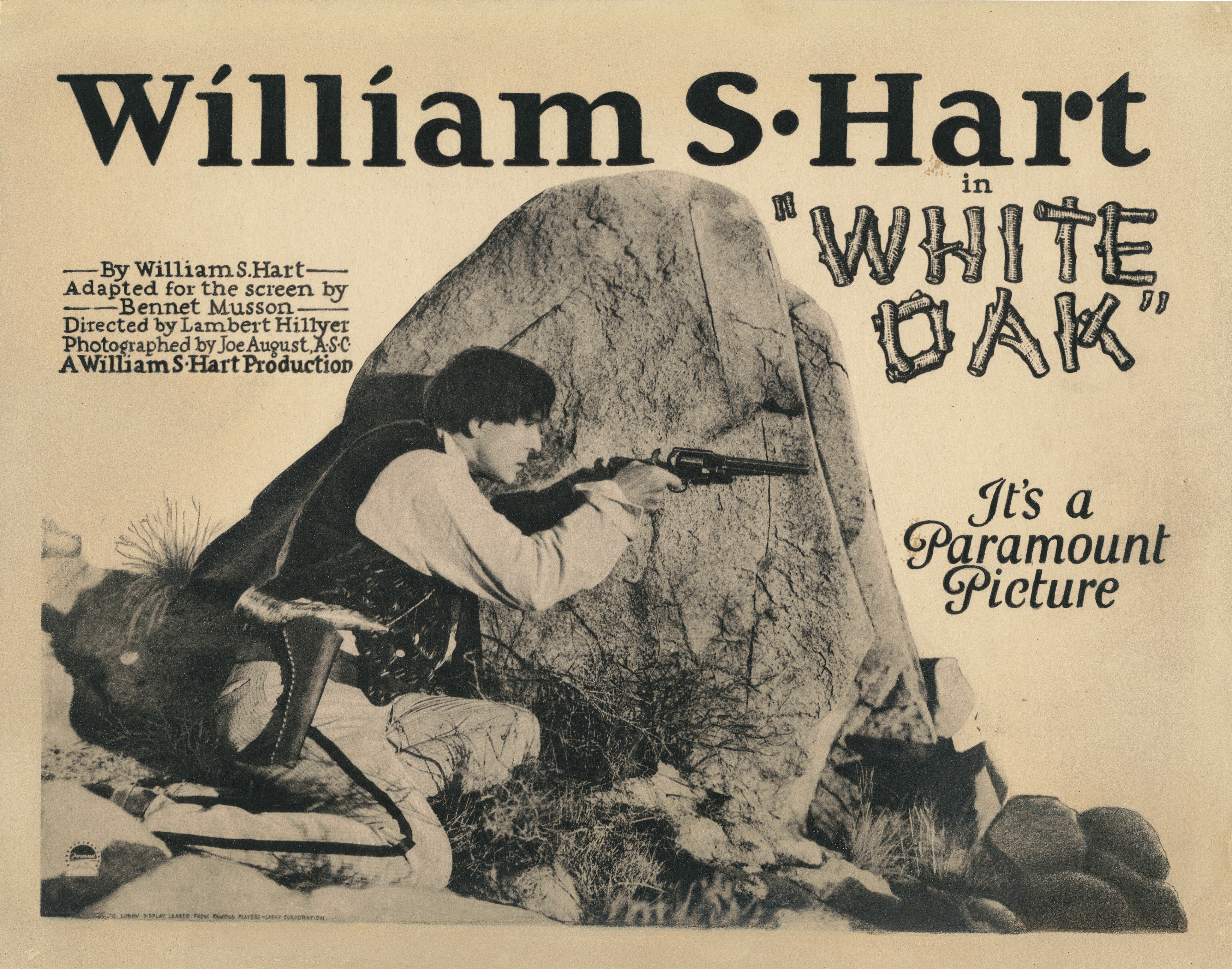
White Oak (1921)

## Vida personal
Hart se casó en 1921 con la joven actriz de Hollywood Winifred Westover, pero se divorciaron en 1927. Tuvieron un hijo, William S. Hart Jr. (1922-2004).

## Fallecimiento
Hart falleció en 1946 en Newhall, California, a los 81 años de edad. En su honor, existe en Santa Clarita el William S. Hart School District. Hart está enterrado en el cementerio de Green-Wood de Brooklyn, Nueva York.

## Galardones
Por su contribución a la industria del cine, William S. Hart tiene una estrella en el Paseo de la Fama de Hollywood, en el 6363 de Hollywood Boulevard. En 1975 fue incluido en el Western Performers Hall of Fame del National Cowboy & Western Heritage Museum en Oklahoma City, Oklahoma.